# Valle del Cauca
Valle del Cauca ("vallei van de Cauca") is een van de 32 departementen van Colombia, gelegen in het westen van het land aan de Grote Oceaan. Het wordt beschouwd als een van de belangrijkste departementen van het land. De hoofdstad is de miljoenenstad (Santiago de) Cali. In het departement wonen ruim 4,1 miljoen mensen (2005), waarvan ruim twee miljoen in Cali.
De stroomvallei van de rivier de Cauca, die tussen de Cordillera Occidental en Cordillera Central ligt, beslaat een groot deel van het gebied.

## Geografie
De Valle del Cauca beslaat een gebied vanaf de Pacifische kust in oostelijke richting, waarbij het de Cordillera Occidental en de vallei van de Cauca passeert, tot aan de Cordillera Central, waar het de grens met het departement Tolima bereikt.
Het departement grenst in het westen aan de Grote Oceaan, in het noorden aan het departement Chocó, in het noordoosten aan het departement Risaralda, in het oosten aan de departementen Quindío en Tolima en in het zuiden aan het departement Cauca.

### Geologische geschiedenis
De vallei van de Cauca is geologisch gezien relatief jong. De Centrale Cordillera is het oudste en bevat Precambriaanse en Paleozoïsche gesteenten en afzettingen. Verder bevinden zich in de vallei van de Cauca zelf kleine eilandjes met Precambriaans gesteente bij de steden Cali en Bugalagrande. De riviervallei zelf is van vulkanische oorsprong en stamt uit het Mesozoïcum. De uitlopers van de Centrale Cordillera en de Pacifische kust stammen echter uit het Kwartair.
De Westelijke Cordillera bestaat uit Mesozoïsch gesteente (Krijt/Jura) en het gebied tussen de Cordillera Occidental en de kust is van Tertiaire oorsprong.

### Relief

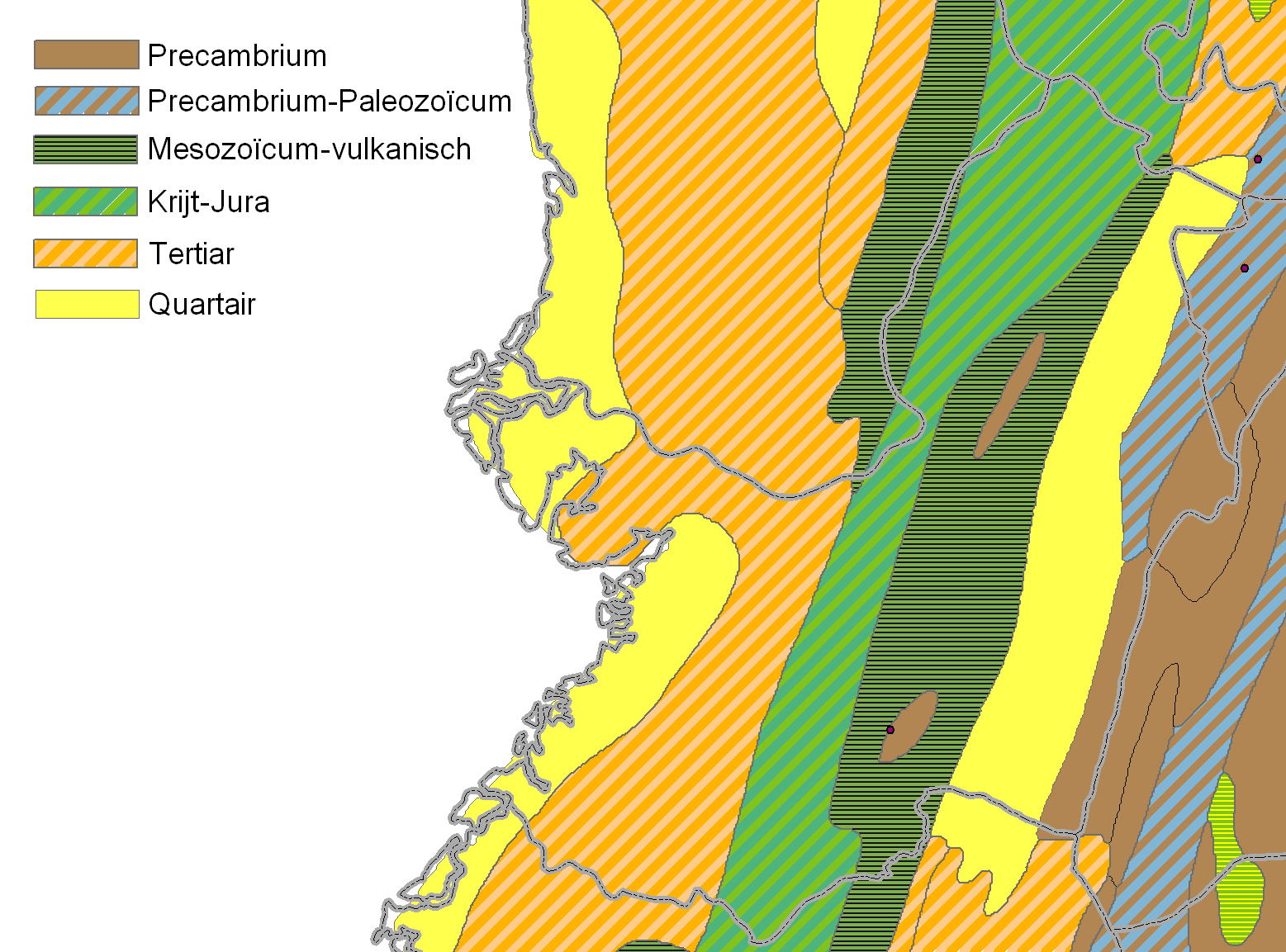
Geologische kaart

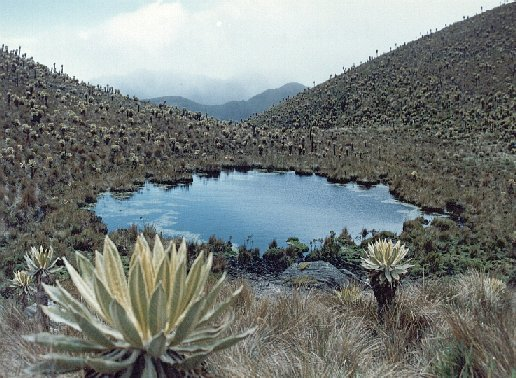
Páramo de Las Hermosas

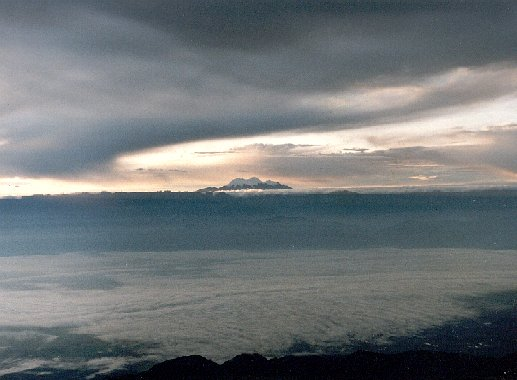
De vallei van de Cauca gezien vanaf de Farallones de Cali met in de verte de Nevado del Huila

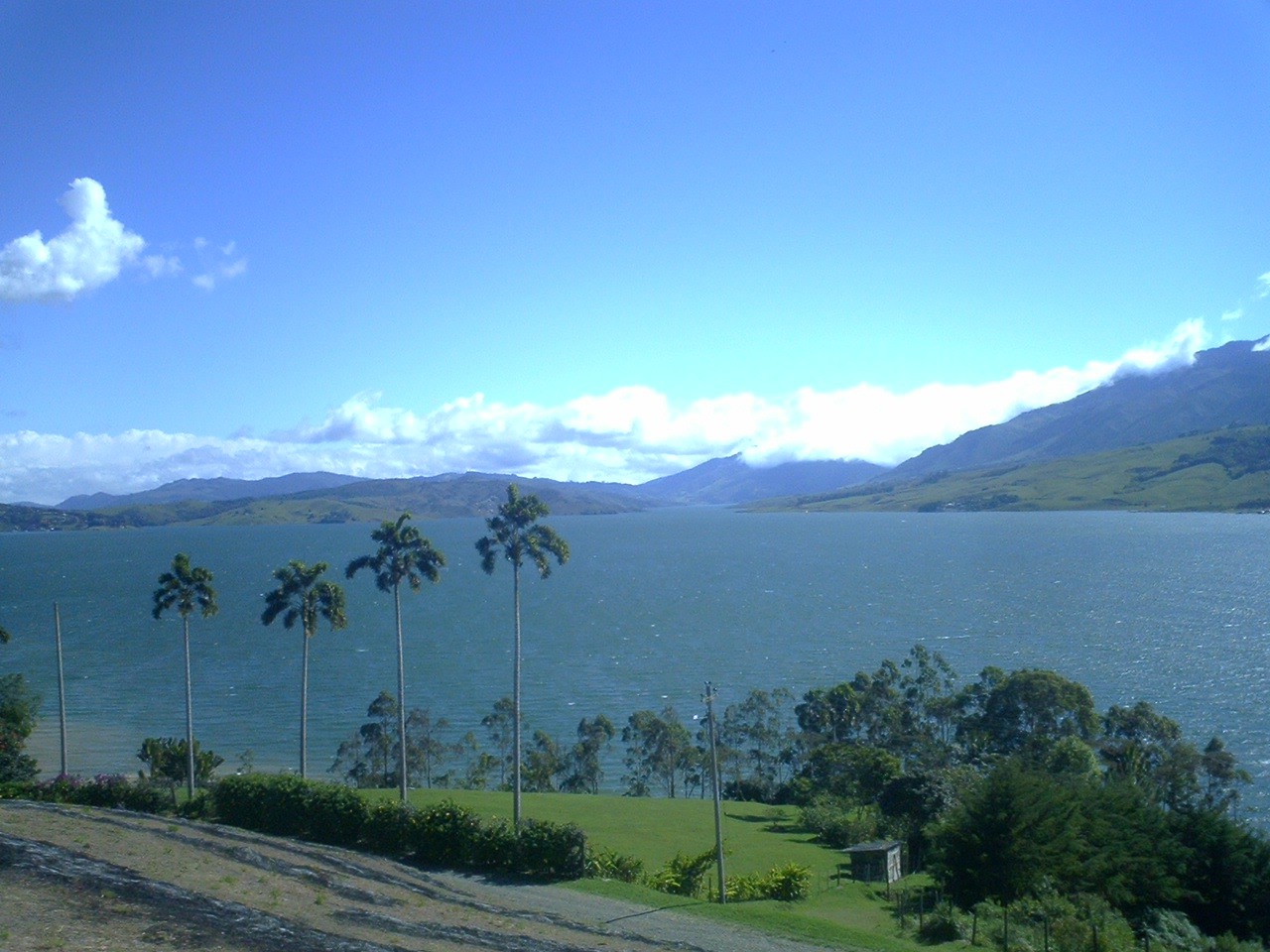
Het Calimameer gezien vanaf de weg tussen Darién en Buga

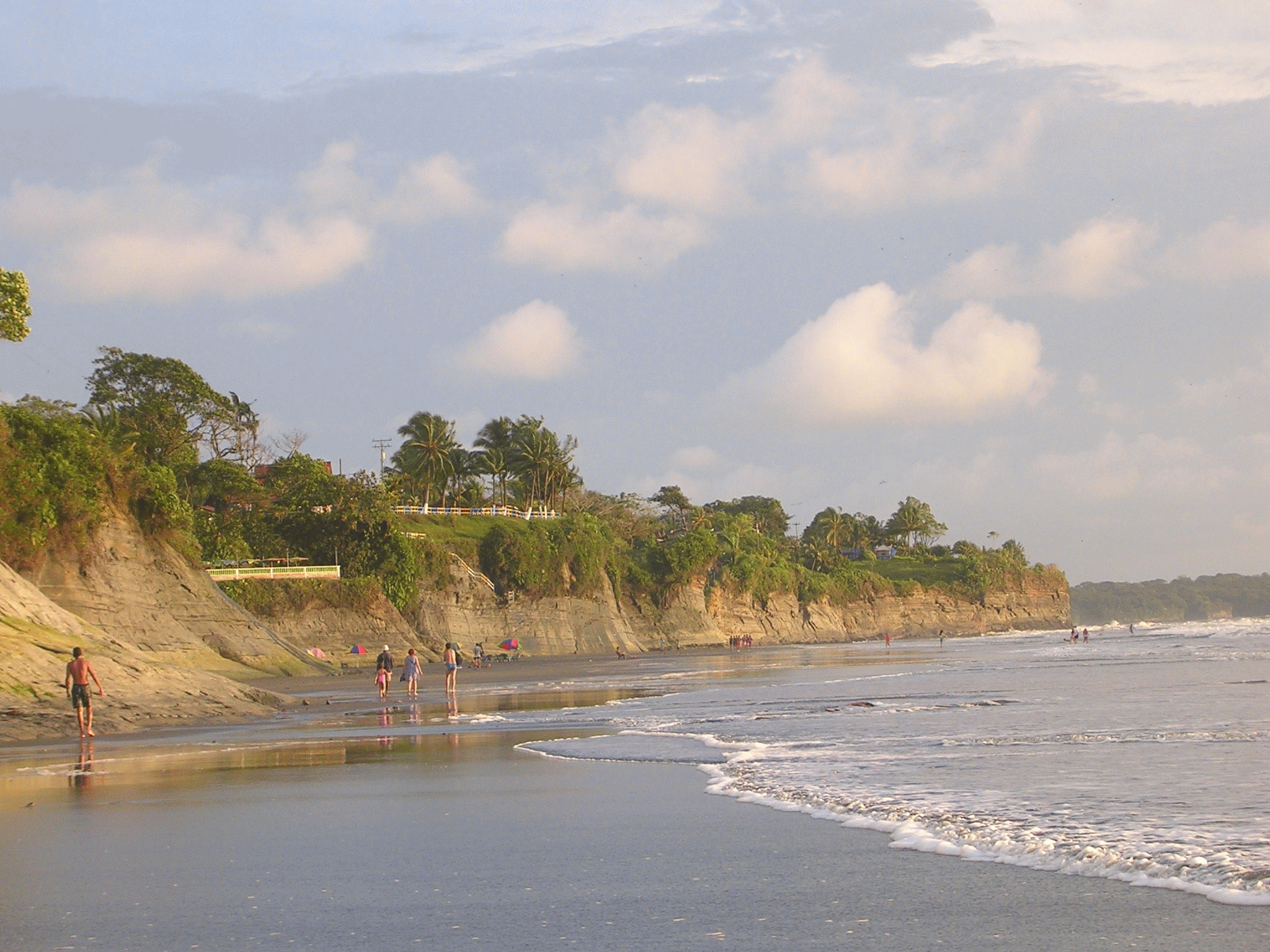
De stranden van Ladrilleros in de buurt van Buenaventura aan de Grote Oceaan

De Valle del Cauca kan worden opgedeeld in vier hoogtezones:
| Naam (piso térmico) | Hoogte in meters boven zeeniveau | Percentage van het departement |
| ------------------- | -------------------------------- | ------------------------------ |
| Cálido              | 0-1000                           | 47,9%                          |
| Templado            | 1000-2000                        | 33,6%                          |
| Frío                | 2000-3000                        | 13,6%                          |
| Páramo              | boven 3000                       | 4,9%                           |

### Regio's
Globaal gezien kan het departement worden opgedeeld in de volgende zones:
1. Región plana o del Valle físico: De vallei tussen de Andesbergruggen Centrale Cordillera en Westelijke Cordillera met een oppervlakte van ongeveer 3.000 km². De vallei heeft een lengte van ongeveer 240 kilometer met een breedte variërend van 12 kilometer (Yotoco, Guadalajara de Buga en La Victoria) tot 32 kilometer (Yumbo en Palmira). Gemiddeld ligt de vallei op een hoogte van ongeveer 1000 meter.
2. Región montañosa: Hieronder vallen de toppen, hellingen en heuvelzijdes van de Westelijke- en Centrale Cordillera. De top van de Westelijke Cordillera overschrijdt op de meeste plaatsen niet de 2000 meter, maar in het zuidelijk deel kan ze echter oplopen tot boven de 3000 meter. Helemaal in het zuiden ligt de Cerro Naya, ten noorden waarvan de Farallones de Cali liggen, die tot 4080 meter reiken en de hoogste bergrug vormen van de Westelijke Cordillera. In het noorden ervan liggen de bergen El Soldado en Calima (3500 meter), die de grens vormen met het departement Choco. Bij de grens met de departementen Choco en Cauna ligt ook de Cerro de Tatama (3500 meter). De Centrale Cordilla bestaat vooral uit woestijngebieden (paramo's), waaronder de volgende; de Paramo de Iraca (4200 meter) in de gemeente Florida, de Páramo de Tinajas (3800 meter) in de gemeente Pradera, de Páramo de Chinche (4.000 meter) in de gemeente Palmira, de Páramo de las Hermosas (4000 meter) in de gemeente Cerrito, de Paramo de El Rosario in de gemeente Guadalajara de Buga en de Páramo de Yerbabuena (3500 meter) in de gemeente Sevilla.
3. Region Costera o de la Costa Pacífica: Deze is onderverdeeld in de kuststreek en de bosvlakte. Het deel langs de kust omvat de kustgebieden waar mangrovemoerassen voorkomen en spreidt zich uit tot 5 tot 25 kilometer het binnenland in. In het zuiden bevindt zich de Rio Naya, die aan de rivier de Cauca grenst; naar het noorden toe wordt de Buenaventurabaai gevormd door de Rio Anchicaya en de Málagabaai door de Magdalenarivier. Het eiland Malpelo ligt op 400 kilometer van Buenaventura. De bosvlakte loopt vanaf het punt waar de kuststreek ophoudt en eindigt bij be uitlopers van de Cordillera Occidental. In deze subregio komen de rivieren samen die worden gevormd op de berghellingen. De Calimavallei vormt onderdeel van deze subregio, alsook de overgangszone van de Andes, die hier wordt gevormd door de uitlopers van de Westelijke Cordillera naar de Pacifische kust. Deze zijtakken vormen riviervalleien gelijk aan die van de rivieren die afdalen van de Farallones de Cali. De rivieren die hierdoor stromen worden gevormd door de Yarumangui, Cajambres, Anchicaya en Dagua.

In het departement liggen de nationale parken Las Hermosas en Farallones de Cali.

### Klimaat
Valle del Cauca. De gemiddelde temperatuur schommelt hier tussen de 23 en 24 °C en komt overeen met de laagste hoogtezone, de piso térmico Cálido. De relatieve luchtvochtigheid schommelt er tussen de 65% en 75%. Het vormt een intertropische zone met twee regenperiodes en twee droogteperioden per jaar. De eerste droogte periode loopt gewoonlijk van december tot februari, de eerste regentijd van maart tot mei, de tweede droogteperiode van juni tot september en de tweede regentijd van oktober tot november. De gemiddelde jaarlijkse neerslag varieert van 1589 mm in het noorden (133 regendagen) tot 1882 mm in het zuiden (109 regendagen) en 938 mm in het centrale deel (100 regendagen).
Región de la Costa. In het westelijk deel van het departement bedraagt de gemiddelde jaarlijkse neerslag 5159 mm met 231 jaarlijkse regendagen. De Pacifische kust kent geen echte perioden van droogte en is het hele jaar regenachtig, afgezien van een korte warme en droge periode tussen januari en februari. In sommige kustdelen regent het meer dan 320 dagen per jaar en worden relatieve luchtvochtigheidswarden bereikt tussen de 86% en 90%. De lucht is er vaak bewolkt als gevolg van de bosvegetatie en de temperatuur schommelt hier gemiddeld tussen de 26 en 27 °C.
Región Montañosa. Woestijnklimaat, koud en droog.

### Hydrologie
De rivier de Cauca, die het departement doorsnijdt van het zuiden naar het noorden, vormt de belangrijkste waterloop van het departement en veel rivieren in het departement monden uit op deze rivier.
In de Pacifische kuststrook monden de grote rivieren uit, waarbij de rivier de San Juan de grens vormt met het departement Chocó.

## Gemeenten
Het departement is ingedeeld in 42 gemeenten:
| Gemeente            | Inwoners  |
| ------------------- | --------- |
| Alcalá              | 25.235    |
| Andalucía           | 17.518    |
| Ansermanuevo        | 19.836    |
| Argelia             | 5.891     |
| Bolívar             | 14.827    |
| Buenaventura        | 292.947   |
| Bugalagrande        | 20.990    |
| Caicedonia          | 29.808    |
| Cali                | 2.068.387 |
| Calima              | 15.111    |
| Candelaria          | 68.820    |
| Cartago             | 121.741   |
| Dagua               | 34.310    |
| El Águila           | 9.224     |
| El Cairo            | 9.105     |
| El Cerrito          | 53.244    |
| El Dovio            | 9.090     |
| Florida             | 54.626    |
| Ginebra             | 18.808    |
| Guacarí             | 31.055    |
| Guadalajara de Buga | 114.439   |
| Jamundí             | 93.556    |
| La Cumbre           | 10.822    |
| La Unión            | 31.566    |
| La Victoria         | 13.722    |
| Obando              | 14.009    |
| Palmira             | 278.358   |
| Pradera             | 47.755    |
| Restrepo            | 13.881    |
| Riofrío             | 15.402    |
| Roldanillo          | 33.697    |
| San Pedro           | 15.428    |
| Sevilla             | 45.142    |
| Toro                | 15.395    |
| Trujillo            | 18.142    |
| Tuluá               | 183.236   |
| Ulloa               | 5.166     |
| Versalles           | 7.987     |
| Vijes               | 9.592     |
| Yotoco              | 15.155    |
| Yumbo               | 90.642    |
| Zarzal              | 40.041    |

| Detailkaart |
| ----------- |
|             |
| Gemeenten   |
|             |
| Regio's     |

## Trivia
Ieder jaar vindt de Wielerronde van Valle del Cauca plaats in dit deel van Colombia.